# 大乗院 (練馬区)
大乗院（だいじょういん）は、東京都練馬区西大泉五丁目にある日蓮宗の寺院。新井山円福寺と号する。旧本山は西中山妙福寺、達師法縁（繁珠会）。江戸時代には関宿藩主久世大和守家の祈願所として栄えた。

## 歴史
大宣院日讃を開山に創建。永享、享徳年間（1429年－1455年）銘の板碑が出土したため、室町時代までの創建とみられる。宝暦2年（1752年）境内現存最古の建築である山門が再建される。明治40年（1907年）火災により本堂、庫裡等を焼失する。現在の本堂は昭和53年（1978年）再建されたもの。

## 伽藍
- 本堂
- 帝釈天堂　題経寺（柴又帝釈天）の分身とする帝釈天像が祀られている。庚申の日には例祭が行なわれる。
- 山門

## 交通
- 西武池袋線保谷駅から徒歩14分

## 参考資料
- 『練馬の寺院』石神井公園ふるさと文化館（2012年）
- 日蓮宗寺院大鑑編集委員会『宗祖第七百遠忌記念出版 日蓮宗寺院大鑑』大本山池上本門寺 (1981年)
- 「小榑村 妙福寺 塔頭 大乗院」『新編武蔵風土記稿』 巻ノ134新座郡ノ6、内務省地理局、1884年6月。NDLJP:763996/82。